# Rangen
Rangen es una localidad y comuna francesa, situada en el departamento de Bajo Rin en la región de Alsacia.
Limita al noreste con Zeinheim y Willgottheim, al suroeste con Hohengœft y al noroeste con Zehnacker y Knœrsheim

## Demografía
| 140 | 148 | 141 | 164 | 149 | 143 |
| Para los censos de 1962 a 1999 la población legal corresponde a la población sin duplicidades (Fuente: INSEE [Consultar]) |     |     |     |     |     |